# Virus de la grippe A (H3N2)
Espèce
Classification phylogénétique
- Espèce : virus de la grippe A
  - sous-type H1N1
  - sous-type H1N2
  - sous-type H2N2
  - sous-type H2N3
  - sous-type H3N1
  - sous-type H3N2
  - sous-type H3N8
  - sous-type H5N1
  - sous-type H5N2
  - sous-type H5N3
  - sous-type H5N6
  - sous-type H5N8
  - sous-type H5N9
  - sous-type H6N1
  - sous-type H6N2
  - sous-type H7N1
  - sous-type H7N2
  - sous-type H7N3
  - sous-type H7N4
  - sous-type H7N7
  - sous-type H7N9
  - sous-type H9N2
  - sous-type H10N7

Le sous-type H3N2 du virus de la grippe A fait référence aux types de deux antigènes présents à la surface du virus : l'hémagglutinine de type 3 et la neuraminidase de type 2. Le virus de la grippe A est un virus à ARN monocaténaire de polarité négative à génome segmenté (8 segments) qui appartient au genre Alphainfluenzavirus de la famille des Orthomyxoviridae. Le sous-type H3N2 est susceptible d'infecter les oiseaux et les mammifères.

## Histoire écoépidémiologique
- La grippe de 1968 a été causée par un virus de sous-type H2N2 réassorti en H3N2.
- En 2018, le sous-type H3N2 prend de l'importance au cours de la saison grippale aux États-Unis où fin janvier le taux de visites chez les médecins pour cause de grippe avait atteint le 3e plus haut niveau depuis 15 ans. 
Ce H3N2 se montre souvent résistant au vaccin de l'année (alors qu'un sous-type de type A H1N1 circule aussi largement, de même qu'un virus de type B. Le vaccin ne semble protéger que 10 à 20 % environ des vaccinés). En Europe, une seconde vague grippale pourrait être due au H3N2. 
Ce virus, en Australie lors de la saison grippale précédente (mi-2017 dans l'hémisphère sud) était dans 90 % des cas insensible au vaccin. Le virus retrouvé en 2018 aux États-Unis est proche du virus australien ; les CDC exhortent néanmoins les américains à se faire vacciner car ceci peut réduire la gravité de la maladie. Le dernier cas similaire « pandémique » aux États-Unis était dû au virus H1N1 (qui avait entraîné une hausse des visites chez le médecin de 7,7 %). Deux épisodes non-pandémiques de pic plus élevé datent de 2003-2004, également lié au virus H3N2 (augmentation de 7,6 % du nombre de visites). Dans tous ces cas, les plus de 65 ans étaient plus susceptibles d'être hospitalisés[2]. Les 3 virus prévus dans l'hémisphère nord étaient[3] : A/Michigan/45/2015 (H1N1)pdm09-like virus, A/Hong Kong/4801/2014 (H3N2), B/Brisbane/60/2008-like virus (B/Victoria lineage). Les souches significativement actives sont finalement :
- Influenza B/Phuket/3073/2013 (lignée Yamagata)[4],
- Influenza A H3N2 A/Hong Kong/4801/2014 et de façon moindre A H1N1 A/Michigan/45/2015[4]